# Полоскі-Нові
Полоскі-Нові (пол. Połoski Nowe) — село в Польщі, у гміні Піщаць Більського повіту Люблінського воєводства.
У 1975—1998 роках село належало до Білопідляського воєводства.